# Müllers Marionetten-Theater

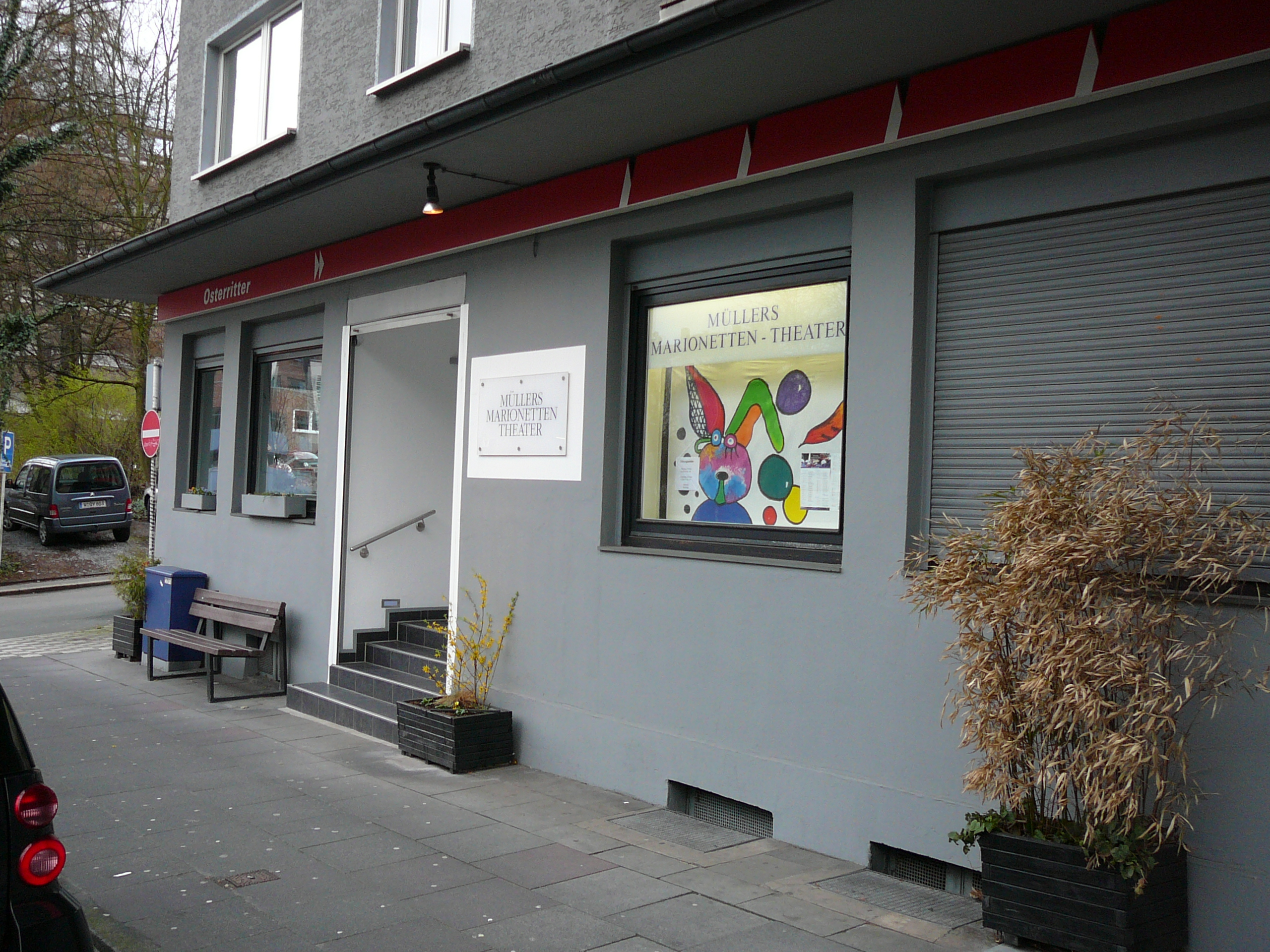
Müllers Marionetten-Theater

Müllers Marionetten-Theater war ein Puppen- und Marionetten-Theater in privater Trägerschaft in Wuppertal. Das Ensemble spielte in einem eigenen Theater im Elberfelder Stadtteil Ostersbaum jährlich rund 300 Aufführungen. Alle Puppen wurden im eigenen Atelier des Theaters hergestellt. Das Angebot richtete sich an Kinder und Erwachsene. Neben dem Repertoire im eigenen Haus, das vorwiegend mit Marionetten und zu Playbacks gespielt wurde, gestaltete das Ensemble Familienkonzerte mit vielen namhaften deutschen Orchestern, für die auch experimentelle, größere und manuell bewegte Puppen gebaut wurden. Zudem hatte das Theater mehrfach Musiktheaterproduktionen live erarbeitet. Das Ensemble wurde zu Gastspielen in Russland, Japan, der Schweiz und in Frankreich eingeladen. Im März 2020 hat das Theater seinen Spielbetrieb eingestellt. Dem vorangegangen war die Ankündigung des Theaterbetreiberehepaars Ursula und Günther Weißenborn, in den Ruhestand zu gehen. 

## Geschichte
Die Schweizerin Ursula Müller lernte nach dem Beruf der Auslandskorrespondentin im Lübecker Marionettentheater das Puppenspielen und den Marionettenbau. Im Jahre 1983 gründete sie mit ihrem Ehemann, dem Dramaturgen Günther Weißenborn das Ensemble im Bremer Kleinkunsttheater Packhaus. Eröffnungsinszenierung war das Singspiel Die Entführung aus dem Serail von Wolfgang Amadeus Mozart. In kurzer Zeit wurden drei weitere Operninszenierungen erarbeitet. Drei Jahre später zog Müllers Marionetten-Theater nach Wuppertal, wo es zunächst regelmäßig im Foyer des Opernhauses spielte, bevor nach einer Zwischenstation in einem privaten Fernsehstudio im Jahre 1992 das eigene Theater in den Räumen einer ehemaligen Gastwirtschaft am Wuppertaler Neuenteich geschaffen werden konnte. Im Jahre 2008 wurde das Theater aufwändig umgebaut und barrierefrei umgestaltet. Das Theater verfügte zuletzt über eine Bühne mit besonders ambitionierter Beleuchtungseinrichtung, die über 100 Theaterscheinwerfer umfasste. Im März 2020 endete aus Altersgründen der Spielbetrieb.

## Repertoire
Das Repertoire richtete sich an alle Altersgruppen, nicht nur in Bezug auf die Wahl der Stücke, sondern auch bezogen auf deren Gestaltung. Danach sollten Kinderstücke auch für Erwachsene interessant sein und Erwachsenenstücke für Kinder. Das Repertoire reichte von Märchendramen bis zu Theaterstoffen aus den Bereichen Schauspiel, Tanztheater und Oper, es umfasste Produktionen wie Strawinskis Le sacre du printemps, Mozarts Zauberflöte und eine Vertanzung des Klavierkonzertes von Robert Schumann. Die Dramatisierungen für Müllers Marionetten-Theater schrieb der Dramaturg Günther Weißenborn. Die Aufführungen wurden grundsätzlich aus einem einheitlichen ästhetischen Ansatz heraus erarbeitet, Bühnenbild, Kostüme, Licht und Figurengestaltung folgten einer gesamtheitlichen Idee. In den Inszenierungen kam der Musik eine besondere Bedeutung zu, so wurden regelmäßig Kompositionsaufträge für die Schauspielmusiken in Märchendramen vergeben. Die letzte Produktion war ein Kindermusical von Günther Weißenborn und dem Komponisten Uwe Rössler, Brummel – Das Musical. Bedeutende Schauspieler liehen den Marionetten ihre Stimme, zu denen Bernd Kuschmann, Siegfried W. Maschek, Andrea Witt, Barbara Bayer und Birthe Rüster gehörten.
Zu den frühen Beschäftigungen im Opernbereich gehört die Mitwirkung des Ensembles in Werner Herzogs Inszenierung den Carlos Gomes’ Oper Il Guarany an der Oper Bonn im Jahr 1994, die unter Plácido Domingo auch an der Washington Opera gezeigt wurde. 2002 gestaltete das Theater Strawinskis Geschichte vom Soldaten mit Mitgliedern des Sinfonieorchesters Wuppertal. In der Spielzeit 2008/09 wurde im Opernhaus Bonn gemeinsam mit dem Beethoven Orchester Bonn Lutz Werner Hesses Komposition Die Werkstatt der Schmetterlinge nach Gioconda Belli und Wolf Erlbruch uraufgeführt, 2009/10 kam Hesses Kammeroper Mario mit Sängern und Musikern der Wuppertaler Bühnen im Wuppertaler Schauspielhaus zur Uraufführung.
In besonderer Weise hat sich Müllers Marionetten-Theater bei der Gestaltung von Familienkonzerten für Sinfonieorchester hervorgetan. Schon die erste Inszenierung mit Edvard Griegs Schauspielmusik zu Ibsens Peer Gynt wurde im Jahre in die Berliner Philharmonie eingeladen. Es folgten Zusammenarbeiten u. a. mit den Düsseldorfer Sinfonikern, den Duisburger Philharmonikern, dem NDR Sinfonieorchester Hamburg, dem Beethoven Orchester Bonn, den Essener Philharmonikern, den Bochumer Symphonikern, dem Sinfonieorchester Wuppertal und dem Staatsorchester Kassel. Müllers Marionetten-Theater brachte mit den Bochumer Symphonikern und jungen Sängern der Folkwang Universität der Künste Essen die Oper Philemon und Baucis von Joseph Haydn im Bochumer Schauspielhaus und auf dem Haydn-Festival in Kemnade heraus.
Auswahl weiterer Produktionen
- Der kleine Prinz nach dem Buch von Antoine de Saint-Exupéry
- „Urfaust“, Schauspiel von Johann Wolfgang von Goethe
- Schumann A-Moll, Tanztheater für eine Marionette
- Klavier(t)räume I + II, Musikkabarett für eine Marionette und Uwe Rößler
- Der Feuervogel, Ballett von Igor Strawinski

- Eine kleine Hexe (Günther Weißenborn)
- Das Dschungelbuch nach Rudyard Kipling
- Frau Holle und zahlreiche weitere Märchen nach den Gebrüdern Grimm
- Der kleine Schneemann (Günther Weißenborn)
- Jim Knopf und Lukas der Lokomotivführer und Jim Knopf und die Wilde 13 nach Michael Ende
- Der Räuber Hotzenplotz und Neues vom Räuber Hotzenplotz nach Otfried Preußler
- Kalif Storch nach Wilhelm Hauff
- Peter und der Wolf von Sergej Prokofjew
- Peterchens Mondfahrt nach Gerdt von Bassewitz

Familienkonzertprogramme
- Ein Sommernachtstraum mit Musik von Felix Mendelssohn Bartholdy
- Die Geschichte vom kleinen Elefanten Babar mit der Musik von Francis Poulenc (zusammen mit dem Marsch für einen kleinen Elefanten von I. Strawinski; als Orchester- und Klavierfassung)
- Konzert am See, Familienkonzert für große Konzertorgel, Kompositionen von Georg Friedrich Händel und F.X. von Neucomm
- The Pied Piper Fantasy, Flötenkonzert von John Corigliano

## Auszeichnungen
Müllers Marionettentheater wurde 1999 mit dem Preis der Enno und Christa Springmann-Stiftung ausgezeichnet.